# Бык (гора)
Бык — останцовая магматическая (палеовулканическая) гора в Пятигорье, на Кавказских Минеральных Водах. Высота 817 м. Памятник природы.
Расположена на северо-западе Пятигорья, в 0,5 км восточнее хутора Быкогорки. Имеет форму купола с зубчатым скальным гребнем, состоящим из трех вершин — Северного холма (760 м), Главной вершины (817 м) и Датолитового холма (680 м). Благодаря этому гора по форме сбоку напоминает быка с опущенной головой.
Вершинный гребень сложен белыми, богатыми кремнезёмом, бештаунитами, а склоны — мергелями, аргиллитами, реже — известняками и песчаниками эоцена и олигоцена. На контакте интрузии с осадочными породами широко проявлено гидротермальное изменение пород с образованием разнообразных минералов — кварца, халцедона, опала, кальцита, флюорита, топаза, датолита.
На южном склоне имеются сероводородные источники с дебитом до 12 л/с, связанные с палеоценовым водоносным горизонтом. В верхнемеловых слоях скважинами вскрыты хлоридно-гидрокарбонатно-натриевые воды. Те и другие воды входят в потенциал бальнеологической базы курортов. Как и на горе Бештау, здесь образовались урановые руды, добывавшиеся на Руднике № 2 с середины XX века до 1990 года.
На горе произрастает степная, луговая и лесная растительность. Степь — богатая разнотравно-злаковая с ковылями красивейшим и перистым и типчаком. Много редких охраняемых растений, в том числе мак прицветниковый, горицвет весенний, птицемлечник понтийский. Лес развит фрагментарно на северном склоне и в балках. Древостой представлен дубами черешчатым и скальным, ясенем обыкновенным, грабом кавказским, реже — клёном полевым, ильмом шершавым, грушей и черешней. В подлеске встречаются боярышник, свидина, бересклет, кизил, алыча, барбарис.
На склоне горы Бык археологом В. П. Любиным найдены ашельские орудия из роговика.
Является краевым комплексным (ландшафтным) памятником природы (Постановление бюро Ставропольского краевого комитета КПСС и исполкома краевого Совета депутатов трудящихся от 15.09.1961 г. № 676 «О мерах по охране природы в крае»).

## Этимология
Гора не имеет никакого визуального сходства с животным, в честь которого она названа. Название, по одной из версий, представляет собой искаженное абазинское слово «Быкхо», что означает «гора». По другой из версий, в этих краях проходил караван, из которого пропал бык. После долгих поисков его нашли, пасущимся на склоне горы. Впоследствии эту гору и назвали Бык.

## Галерея

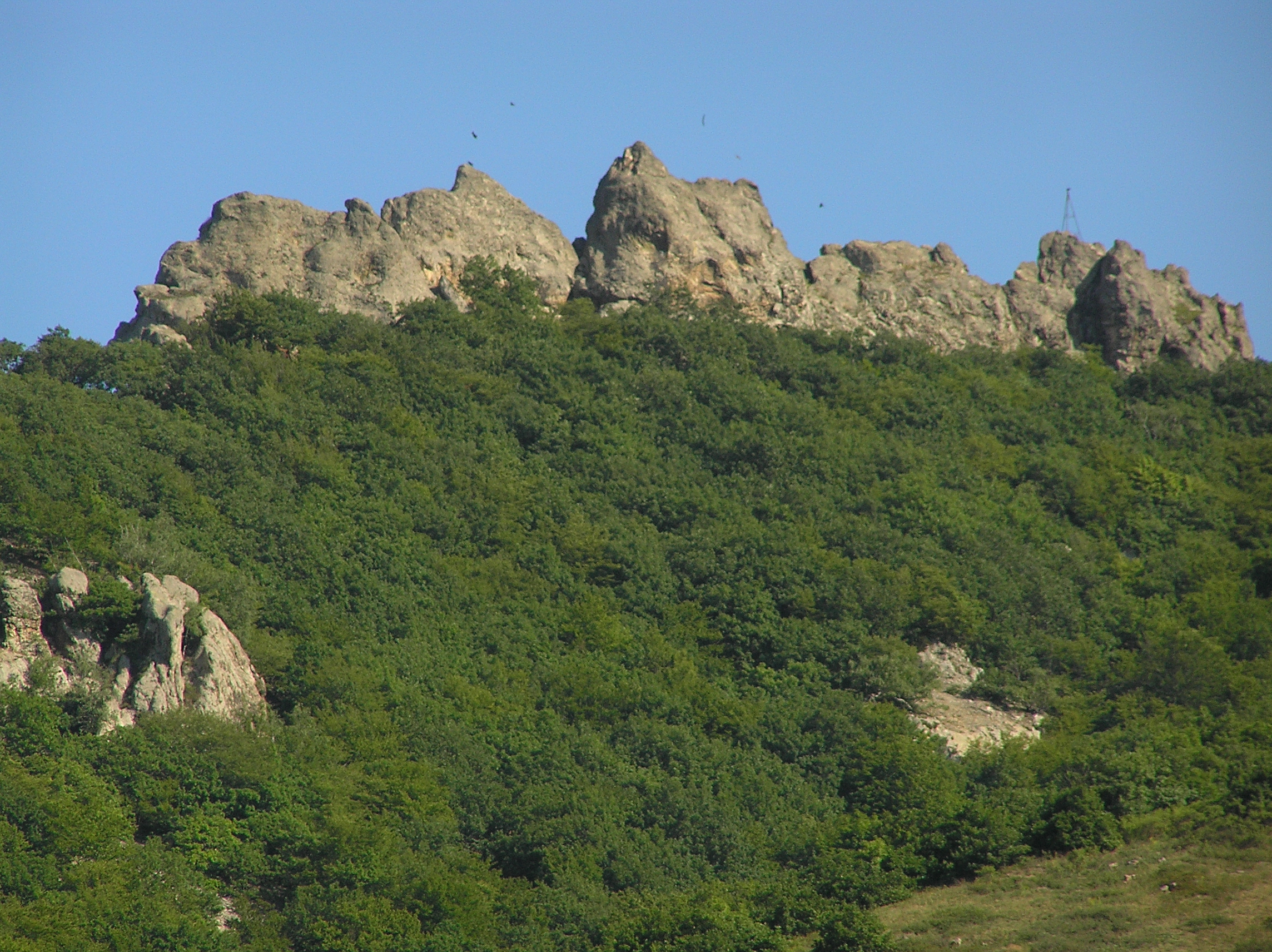
Скальный гребень горы Бык
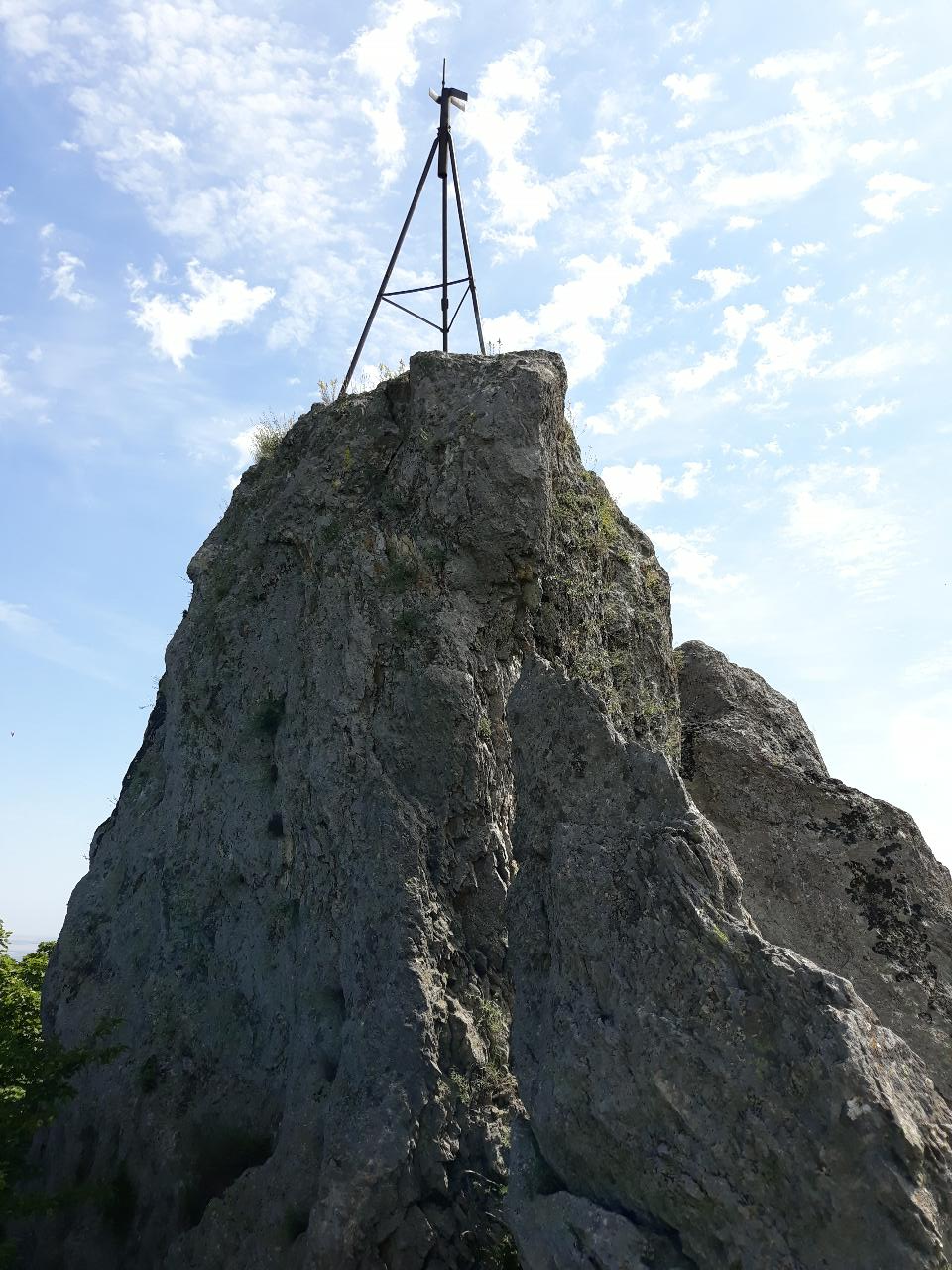
Триангуляционный знак на вершине
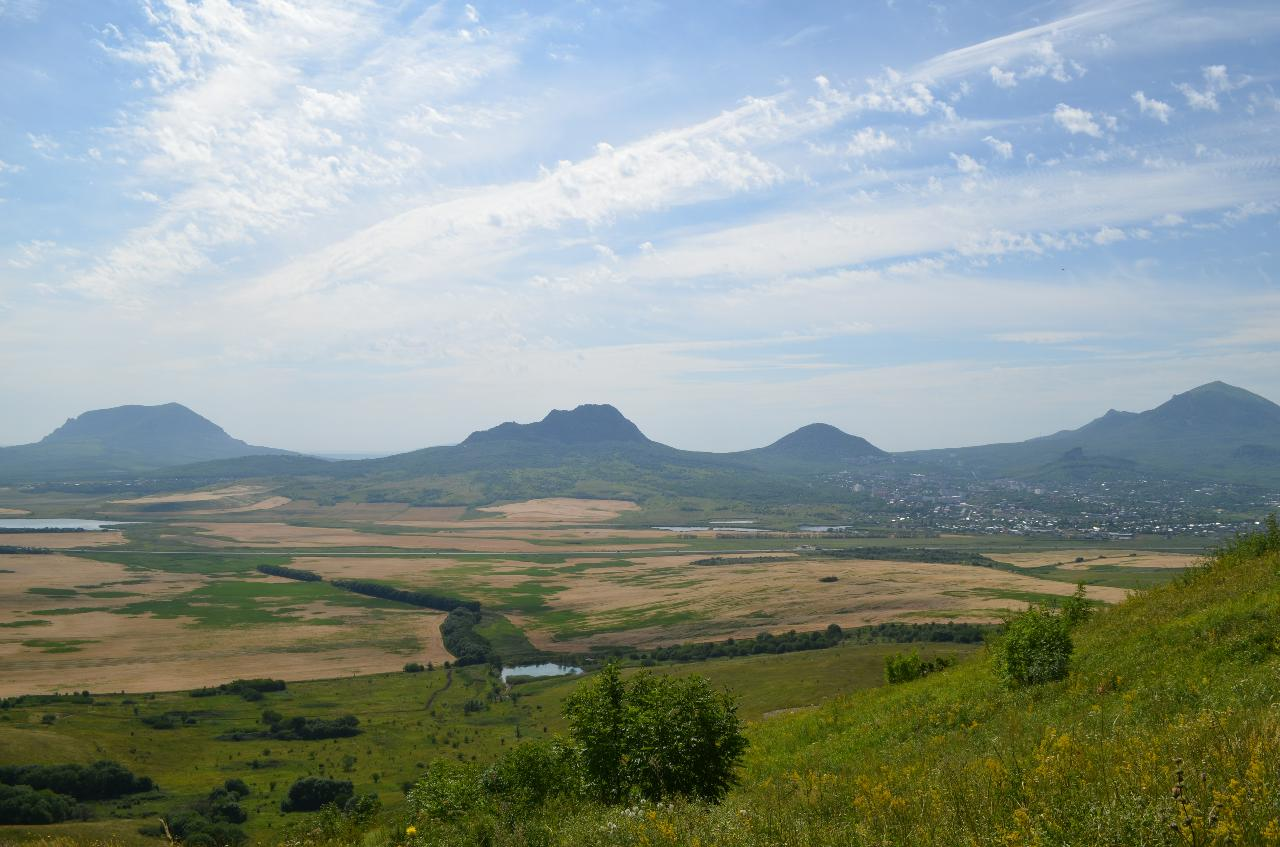
Вид с вершины Быка